# Грандан
Гранда́н (фр. Grandham) — коммуна во Франции, находится в регионе Шампань — Арденны. Департамент коммуны — Арденны. Входит в состав кантона Гранпре. Округ коммуны — Вузье.
Код INSEE коммуны — 08197.
Коммуна расположена приблизительно в 190 км к востоку от Парижа, в 55 км северо-восточнее Шалон-ан-Шампани, в 55 км к югу от Шарлевиль-Мезьера.

## Население
Население коммуны на 2008 год составляло 55 человек.
| 1962 | 1968 | 1975 | 1982 | 1990 | 1999 | 2008 |
| ---- | ---- | ---- | ---- | ---- | ---- | ---- |
| 41   | 72   | 67   | 48   | 39   | 49   | 55   |

## Администрация
| Период | Период | Фамилия          | Партия | Должность |
| ------ | ------ | ---------------- | ------ | --------- |
| 2001   | 2008   | Пьер Бестель     |        |           |
| 2008   |        | Эладьо Карражеро |        |           |

## Экономика

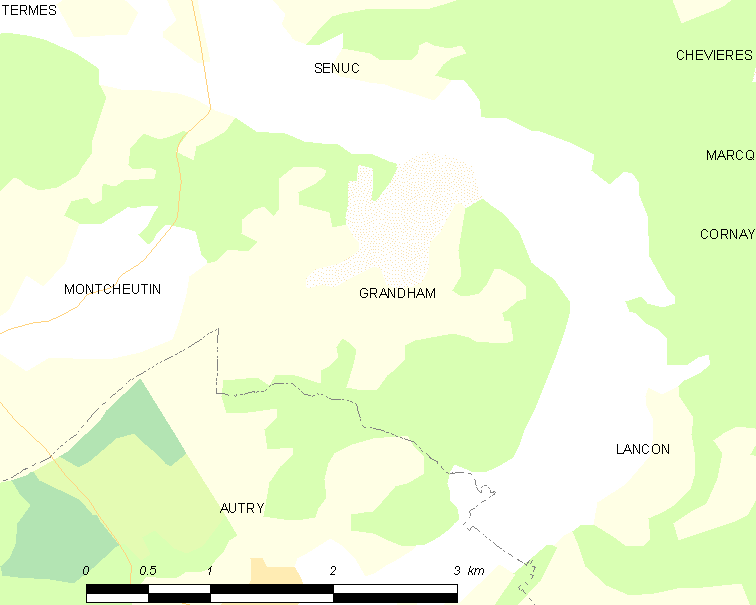
Карта коммуны

В 2007 году среди 28 человек в трудоспособном возрасте (15—64 лет) 17 были экономически активными, 11 — неактивными (показатель активности — 60,7 %, в 1999 году было 55,9 %). Из 17 активных работали 16 человек (8 мужчин и 8 женщин), безработной была 1 женщина. Среди 11 неактивных 1 человек был учеником или студентом, 5 — пенсионерами, 5 были неактивными по другим причинам.